# Bozeman Watch Company
La Bozeman Watch Company era un fabricante de relojes de pulsera con sede en Bozeman, en el estado de Montana (Estados Unidos). La empresa recibió la certificación para sus componentes mecánicos del Contrôle officiel suisse des Chronomètres (COSC), una organización reconocida por sus estándares de precisión. La firma cerró sus puertas el 9 de mayo de 2015.

## Historia
Christopher F. Wardle, originario de Birmingham (Míchigan), buscó un diseñador industrial que le ayudara a plasmar su visión y sus diseños originales de relojes que diseñaba con sus dibujos. Wardle, que había sido coleccionista de relojes de marcas estadounidenses y tenía el deseo de que sus modelos recordaran los estilos de mediados del siglo XX, comenzó a convertir conceptos en diseños y en 2005 presentó su primer reloj, el cronógrafo Smokejumper.
La vida de Wardle dio un giro radical a partir de noviembre de 2024, cuando fue recluido en la cárcel del condado de Gallatin (sin posibilidad de acceder a a la libertad provisional) por atacar e intentar estrangular a su esposa, Catherine Sorensen, siendo el principal sospechoso de su muerte tras el atropello con un vehículo sucedido el 24 de febrero de 2023.

## Operaciones
La empresa abrió su primera sala de exposición en Bozeman en 2005. En 2008, amplió su equipo de diseño en Míchigan y aumentó su capacidad para desarrollar datos de ingeniería y herramientas patentados para componentes de relojes personalizados, lo que respalda los planes para salas de exposición adicionales. En 2010, la Bozeman Watch Company abrió un concesionario en Whitefish, Montana, seguido de otro en Jackson Hole (Wyoming), en 2011.
Según la empresa, diseñar y llevar un modelo de reloj al mercado podría llevar hasta tres años. A diferencia de la mayoría de empresas relojeras que organizan su producción mediante un catálogo, la Bozeman Watch Company encargaba componentes hechos a medida para ser usados exclusivamente en sus productos.

## Modelos de relojes

### Yellowstone
El reloj Yellowstone para mujer tiene un diámetro de caja de 32 milímetros (1,3 plg), entrelazado con cristales de zafiro. Es resistente al agua hasta 5 ATM o aproximadamente 165 pies (50,3 m). Tiene un movimiento mecánico automático de 21 rubíes con función de fecha y segundero. Se esperaba que se produjeran cien piezas en 2011 y se estimaba que estarían disponibles para salir al mercado en diciembre de 2011. Se programó el lanzamiento de un modelo con caja de 38 milímetros (1,5 plg) para hombres, simultáneamente con el modelo para mujeres. Se planeó que el modelo para hombres albergara un movimiento automático de 25 rubíes. Estaba disponible con una correa de piel de caimán negra o con un brazalete de acero inoxidable.

### B1 Hellcat
Este reloj ofrecía dos correas: una correa de cuero marrón o negra y una pulsera de acero inoxidable. Se planeó que se lanzara con una primera edición de 200 unidades. Tiene una esfera de 42,6 milímetros (1,7 plg) de diámetro y un grosor de 13,2 milímetros (0,5 plg). También tiene un movimiento suizo de 25 rubíes, 28.800 vibraciones por hora (VPH), un segundero de barrido y funciones de fecha, y una corona atornillada. Es resistente al agua hasta 330 pies (100,6 m).

### SnowMaster Telemetric
El SnowMaster Telemetric tiene una caja de acero inoxidable y 43 milímetros (1,7 plg), con un movimiento automático suizo Valjoux de 25 rubíes. Cada movimiento está certificado independientemente por el COSC en Ginebra con funciones de cronógrafo de segundos, minutos y horas. También viene con una segunda complicación de zona horaria de 24 horas o función GMT, así como una escala telemétrica de velocidad y distancia.

### Smokejumper GMT y Smokejumper Chronograph
Hay dos relojes estilo Smokejumper, el Smokejumper GMT y el Chronograph. El GMT World Time es el reloj oficial nacional de los bomberos paracaidistas en los Estados Unidos. Viene con dos colores de esfera: plata y negro o esmalte y superluminiscente. El GMT tiene un movimiento mecánico automático suizo de 21 rubíes y una frecuencia de 28.800 VPH. Tiene una reserva de marcha de 42 horas y una función de segunda zona horaria. Dispone de certificación COSC, es resistente al agua hasta 330 pies (100,6 m) y está abovedado con cristales de zafiro. La parte posterior está grabada con el respaldo del logotipo de la base de Missoula, MT Smokejumper. El GMT estaría limitado inicialmente a cien piezas individuales numeradas. El cronógrafo Smokejumper original, como se indica en la edición de abril de 2008 de Insync, es el único cronógrafo de BWC y, con 46,5 mm, el más significativo. También está limitado a 100 relojes numerados individualmente.

### Herradura
El modelo Herradura fue desarrollado bajo la dirección del dos veces ganador de las Series Mundiales de Béisbol, el lanzador de los Boston Red Sox, Josh Beckett. La firma de Beckett fue enviada a la BWC para que cada una de las 53 piezas numeradas tuviera la marca del lanzador. El Herradura tiene 24 rubíes y una frecuencia de 28.800 VPH, con segundero y una ventana de fecha a las tres en punto. Tiene certificación COSC con números arábigos en relieve y marcadores dorados en relieve con luminiscencia. Es resistente al agua hasta 330 pies (100,6 m) y viene con una caja de acero inoxidable de 44 milímetros (1,7 plg). La correa de cuero, que está disponible en bronce, está hecha a mano.

### Sidewinder
El Sidewinder Retrograde se presentó como parte de su "Montana Class Watch Collection". Está fabricado al estilo de un reloj del siglo XIX, con detalles en la esfera en relieve y separados. El reloj está limitado a 100 unidades de esfera plateada y 50 de esfera negra, y cada pieza está numerada individualmente. Disponen de una subesfera con medidor de reserva de marcha, un segundero y un marcador de fecha a las tres en punto, y todos tienen certificación COSC. Es resistente al agua hasta 330 pies (100,6 m), tiene una cúpula de cristal de zafiro convexo y viene con una caja de acero inoxidable de 44 milímetros (1,7 plg).

### USS Montana
El USS Montana tiene un calibre automático Val Granges modificado, con 24 rubíes y 28.800 VPH. Tiene certificación COSC con segundero de barrido y números romanos azules en relieve. Es resistente al agua hasta 330 pies (100,6 m) y tiene una caja de acero inoxidable de 44 milímetros (1,7 plg). Posee un cristal de zafiro convexo y asas escalonadas.

### Cutthroats de segunda edición
El reloj Cutthroat de segunda edición se ha fabricado con la incorporación de una zona horaria de 24 horas o función GMT. Hay cinco versiones del Cutthroat. Tiene un calibre (movimiento) automático suizo de 21 rubíes y 28.800 VPH, segundero de barrido y función de fecha, un segundo huso horario de 24 horas en la esfera exterior, marcadores de hora luminiscentes en relieve, certificados COSC expedidos individualmente, resistencia al agua hasta 10 ATM bajo el nivel del mar, una caja de acero inoxidable de 42 milímetros (1,7 plg) y solo 10,5 milímetros (0,4 plg) de espesor, y un cristal de zafiro convexo (abovedado).

### Schofield
Limitado a una producción en 2010 de 10 piezas numeradas individualmente con esfera plateada y 24 rubíes con 28.800 VPH. Posee una caja de acero inoxidable de 44 milímetros (1,7 plg), con segundero de barrido y una ventana de fecha a las 3 en punto. Tiene números romanos de acero inoxidable colocados individualmente y marcadores luminiscentes en relieve a las 3, 6, 9 y 12 horas. Viene en una esfera plateada o negra. Se presenta con una correa de piel de caimán hecha a mano, disponible en marrón o negro, una correa de piel de caimán de Luisiana hecha a mano en marrón o negro, o una correa de piel de sillín Montana hecha a mano en marrón o negro. Todas ellas tienen hebillas desplegables.